# Stazione di Alberese
Stazione di Alberese vasútállomás Olaszországban, Grosseto településen.

## Vasútvonalak
Az állomást az alábbi vasútvonalak érintik:
- Pisa–Róma-vasútvonal

## Kapcsolódó állomások
A vasútállomáshoz az alábbi állomások vannak a legközelebb:
- Stazione di Talamone
- Stazione di Grosseto